# Amstetteni csata
Az amstetteni csata viszonylag kis összecsapás volt a harmadik koalíciós háború idején, 1805. november 5-én a Murat és Lannes vezette francia és Bagratyion és Kienmayer parancsnoksága alatt álló orosz–osztrák erők között.

## A csata leírása
A Bécsből  visszavonuló osztrák csapatok Murat hátvédjének lovasságával és Lannes seregének részeivel kerültek összetűzésbe. Az oroszokat Bagratyion vezette. Murat vakmerően és meggondolatlanul két lovas zászlóaljával megtámadott három lovas ezredet. A franciák megrendültek az ellencsapástól, meghátráltak, de az üldöző osztrák seregek kartácstüzet kaptak a francia lovastüzérségtől. Murat erősítésre várt Lannes-tól, Lannes  rendezetten mozgott Bagration ellen, tartotta a helyzetét és támadásnak indult. Az orosz vadászezredet visszanyomta és egy további támadással egy másik zászlóaljat hátráltatott meg. A szövetségesek teljes létszáma összesen 6700 főt tett ki és súlyos veszteségeket szenvedtek.Az osztrákok vesztesége: ezer halott vagy sebesült vagy fogoly, de az oroszok sem úszták meg sokkal könnyebben, ők 300 halottat vagy sebesültet veszítettek és 700-an estek fogságba.
A franciák szándéka teljesült, hogy késleltessék tevékenységükkel a szövetségeseket és  a teljes napot a seregük mozgatására kellett használniuk. Kutuzovnak viszont sikerült átkelnie az Ybbs bal partjára.
A csatának több száz polgári áldozata is volt annak következtében, hogy a várost kifosztották és nagy része leégett.

## Fordítás
- Ez a szócikk részben vagy egészben  a   Battle of Amstetten című angol Wikipédia-szócikk fordításán alapul.  Az eredeti cikk szerkesztőit annak laptörténete sorolja fel. Ez a jelzés csupán a megfogalmazás eredetét és a szerzői jogokat jelzi, nem szolgál a cikkben szereplő információk forrásmegjelöléseként.